# Mura (popolo)
I Mura  sono un gruppo etnico del Brasile con una popolazione stimata in 9.299 individui nel 2006.

## Lingua
Parlano la lingua Mura che appartiene alla famiglia linguistica isolata Mura. Questa lingua è stata poi nel corso del XX secolo sostituita dalla lingua Nheengatu, ideata dai gesuiti. Nella fase finale del XX secolo e nel XXI secolo ha avuto invece maggiore diffusione il portoghese.

## Insediamenti
Vivono nello stato brasiliano dell'Amazonas. Sono sparsi in più di 40 terre indigene in diversi comuni tra cui Alvarães, Anori/Beruri, Autazes, Borba, Careiro da Várzea, Novo Aripuanã, Itacoatiara, Manaquiri, Manicoré e Uarini, tutti situati all'interno dello stato dell'Amazonas, in particolare nelle regioni dei fiumi Madeira e Purus.